# Miroslav Mareš (Radsportler)

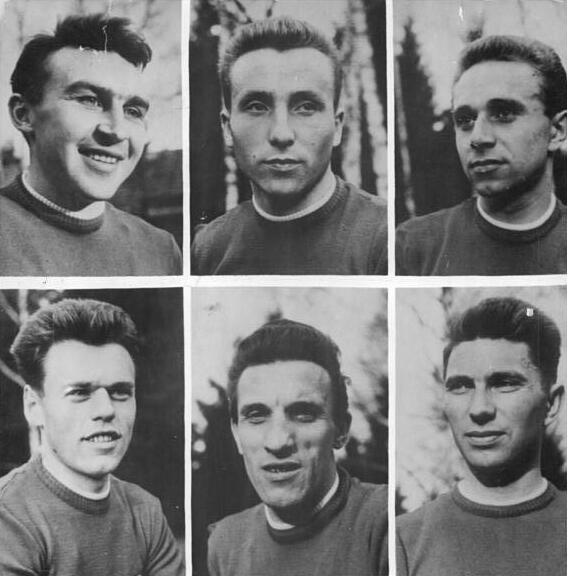
Josef Krivka, Jan Malten, Zdeněk Hasman, Miroslav Mareš, Walter Renner, Rudolf Revay

Miroslav Mareš (* 1935) ist ein ehemaliger tschechoslowakischer Radrennfahrer und nationaler Meister im Radsport.

## Sportliche Laufbahn
Mareš gewann 1959 die ČSSR-Rundfahrt. In jener Saison siegte er auch in der nationalen Meisterschaft im Straßenrennen. Im Mai war er beim Sieg von Gustav-Adolf Schur 15. der Internationalen Friedensfahrt geworden. 1960 wurde er 60. in diesem Etappenrennen, 1958 hatte er den 38. Platz im Endklassement belegt. 1958 wurde er beim Sieg von Rudolf Revay Dritter im Rennen Prag–Karlovy Vary–Prag. Er startete für den Verein Dukla Brno.